# Dolmen de Lagarde
Le dolmen de Lagarde, appelé aussi dolmen du Devès de Félines ou dolmen de Félines, est un dolmen situé à Murat-sur-Vèbre, dans le département du Tarn, en France.

## Historique
Le dolmen a été découvert par l'abbé Jean Record en janvier 1980. Il a été fouillé de juin à septembre 1981 par le groupe de recherches d'archéologie antique de Lacaune et la section archéologique du spéléo-club albigeois. A l'issue des fouilles, l'édifice a été restauré.

## Description
Le dolmen a été édifié à proximité d'une ligne de crête sur un léger replat, sur une pente exposée au sud. Le sommet de cette crête comporte un chaos rocheux qui a été utilisé de longue date comme carrière naturelle en raison de l'abondance d'une pierre (micaschiste) de bonne qualité facile à extraire. C'est un dolmen à l'architecture simple composée de deux orthostates latéraux et d'une dalle de fermeture en forme de trapèze (grande base 1,34 m, petite base 1,05 m, hauteur 1,24 m). L'intérieur de la chambre est compartimenté par une cloison délimitant deux chambres, une côté nord et une côté sud. L'ouverture, côté sud, était fermée par un muret en pierres sèches. Chaque chambre comporte une fosse quadrangulaire, construite en pierres sèches avec un fond grossièrement dallé, d'une profondeur de 1 à 1,10 m, qui devait être recouverte par des dalles non jointives. Les deux chambres sont contemporaines.
| Dalle            | Longueur | Épaisseur     | Largeur |
| ---------------- | -------- | ------------- | ------- |
| Orthostate est   | 1,43 m   | 0,25 m        | 1,15 m  |
| Orthostate ouest | 2 m      | 0,24 à 0,35 m | 1,90 m  |
| Cloison interne  | 1,30 m   | 0,10 m        | 0,85 m  |

Le dolmen est recouvert d'une unique table de couverture massive, en gneiss, en forme de losange mesurant 2,10 m de long sur 1,25 m de large et 0,42 m d'épaisseur pour un poids estimé à 2 à 2,5 tonnes. À l'origine, cette dalle devait être plus grande car elle comporte des traces de brisures et dans son état actuel elle ne couvre pas l'intégralité des deux chambres.
Le dolmen était inclus dans un cairn dolménique en forme de quadrilatère de 4,50 m sur 4 m aux angles arrondis. Il est constitué de blocs irréguliers en micaschiste, gneiss et de quelques ardoises.
L'édifice quand il a été découvert était endommagé, le tumulus était pratiquement démantelé et la table de couverture s'était affaissée sous son poids.

## Matériel archéologique
Chaque chambre comportait quatre couches : une première couche de 0,20 à 0,40 m d'épaisseur constituée de terre presque noire, une seconde couche de terre couleur marron clair de 0,30 à 0,40 m d'épaisseur, une troisième couche de couleur jaune de 0,20 à 0,35 m d'épaisseur et une quatrième couche située sous le dallage des fosses internes de 0,50 m d'épaisseur.
Le mobilier découvert comprend une longue pointe de flèches en silex blanc, cinq petits tessons d'une poterie non décorée de couleur marron à pâte noire et dégraissant en quartz, une pendeloque cassée en schiste blanc et de très nombreuses perles (1 669 perles en stéatite de couleur bleu-noir, entières, et 20 fragments). Les perles ont été recueillies dans l'entrée du dolmen, dans les deux chambres et sur le tumulus. Cette disposition atteste d'un vidage ancien de la chambre.
Le matériel archéologique recueilli est insuffisant pour proposer une quelconque datation.